# Gøran Sørloth
Gøran Sørloth (Kristiansund, 16 juli 1962) is een voormalig Noors voetballer, die speelde als aanvaller gedurende zijn carrière.

## Clubcarrière
Sørloth begon zijn profloopbaan bij Strindheim IL, voordat hij in 1985 overstapte naar Rosenborg BK. Hij beëindigde zijn loopbaan in 1995 bij de Noorse club Viking FK en gold eind jaren tachtig en begin jaren negentig als een van 's lands beste aanvallers. Zijn zoon Alexander is ook profvoetballer die van januari 2016 tot juli 2017 speelde voor FC Groningen.

## Interlandcarrière
Sørloth speelde in totaal 55 officiële interlands voor het Noors nationaal elftal en scoorde 15 keer voor zijn vaderland. Onder leiding van bondscoach Tor Røste Fossen maakte hij zijn debuut op 22 mei 1985 in de vriendschappelijke wedstrijd in en tegen Zweden (1-0), net als Trond Sollied (Rosenborg BK). Hij maakte deel uit van de Noorse selectie die deelnam aan het WK voetbal 1994 in de Verenigde Staten, waar Sørloth op 28 juni tegen Ierland (0-0) zijn 55ste en laatste interland speelde.
| Interlands van Gøran Sørloth voor Noorwegen | Interlands van Gøran Sørloth voor Noorwegen | Interlands van Gøran Sørloth voor Noorwegen | Interlands van Gøran Sørloth voor Noorwegen | Interlands van Gøran Sørloth voor Noorwegen | Interlands van Gøran Sørloth voor Noorwegen |
| №                                           | Datum                                       | Wedstrijd                                   | Uitslag                                     | Competitie                                  | Goals                                       |
| ------------------------------------------- | ------------------------------------------- | ------------------------------------------- | ------------------------------------------- | ------------------------------------------- | ------------------------------------------- |
| 1                                           | 22 May 1985                                 | Zweden – Noorwegen                          | 1–0                                         | Vriendschappelijk                           |                                             |
| 2                                           | 26 Feb 1986                                 | Grenada – Noorwegen                         | 1–2                                         | Vriendschappelijk                           |                                             |
| 3                                           | 04 Jun 1986                                 | Roemenië – Noorwegen                        | 3–1                                         | Vriendschappelijk                           |                                             |
| 4                                           | 14 Oct 1986                                 | Noorwegen – Sovjet-Unie                     | 0–0                                         | OS-kwalificatie                             |                                             |
| 5                                           | 08 Nov 1986                                 | Zwitserland – Noorwegen                     | 1–0                                         | OS-kwalificatie                             |                                             |
| 6                                           | 06 May 1987                                 | Noorwegen – Turkije                         | 1–1                                         | OS-kwalificatie                             |                                             |
| 7                                           | 26 May 1987                                 | Noorwegen – Bulgarije                       | 0–0                                         | OS-kwalificatie                             |                                             |
| 8                                           | 12 Aug 1987                                 | Sovjet-Unie – Noorwegen                     | 1–0                                         | OS-kwalificatie                             |                                             |
| 9                                           | 26 Aug 1987                                 | Noorwegen – Zwitserland                     | 0–0                                         | OS-kwalificatie                             |                                             |
| 10                                          | 01 Jun 1988                                 | Noorwegen – Ierland                         | 0–0                                         | Vriendschappelijk                           |                                             |
| 11                                          | 28 Jul 1988                                 | Noorwegen – Brazilië                        | 1–1                                         | Vriendschappelijk                           |                                             |
| 12                                          | 09 Aug 1988                                 | Noorwegen – Bulgarije                       | 1–1                                         | Vriendschappelijk                           | Goal                                        |
| 13                                          | 14 Sep 1988                                 | Noorwegen – Schotland                       | 1–2                                         | WK-kwalificatie                             |                                             |
| 14                                          | 28 Sep 1988                                 | Frankrijk – Noorwegen                       | 1–0                                         | WK-kwalificatie                             |                                             |
| 15                                          | 19 Oct 1988                                 | Italië – Noorwegen                          | 2–1                                         | Vriendschappelijk                           |                                             |
| 16                                          | 02 Nov 1988                                 | Cyprus – Noorwegen                          | 0–3                                         | WK-kwalificatie                             | Goal · Goal                                 |
| 17                                          | 04 Nov 1988                                 | Tsjecho-Slowakije – Noorwegen               | 3–2                                         | Vriendschappelijk                           | Goal                                        |
| 18                                          | 22 Feb 1989                                 | Griekenland – Noorwegen                     | 4–2                                         | Vriendschappelijk                           | Goal                                        |
| 19                                          | 02 May 1989                                 | Noorwegen – Polen                           | 0–3                                         | Vriendschappelijk                           |                                             |
| 20                                          | 21 May 1989                                 | Noorwegen – Cyprus                          | 3–1                                         | WK-kwalificatie                             | Goal                                        |
| 21                                          | 31 May 1989                                 | Noorwegen – Oostenrijk                      | 4–1                                         | Vriendschappelijk                           |                                             |
| 22                                          | 14 Jun 1989                                 | Noorwegen – Joegoslavië                     | 1–2                                         | WK-kwalificatie                             |                                             |
| 23                                          | 23 Aug 1989                                 | Noorwegen – Griekenland                     | 0–0                                         | Vriendschappelijk                           |                                             |
| 24                                          | 11 Oct 1989                                 | Joegoslavië – Noorwegen                     | 1–0                                         | WK-kwalificatie                             |                                             |
| 25                                          | 25 Oct 1989                                 | Koeweit – Noorwegen                         | 2–2                                         | Vriendschappelijk                           | Goal                                        |
| 26                                          | 15 Nov 1989                                 | Schotland – Noorwegen                       | 1–1                                         | WK-kwalificatie                             |                                             |
| 27                                          | 07 Feb 1990                                 | Malta – Noorwegen                           | 1–1                                         | Vriendschappelijk                           |                                             |
| 28                                          | 10 Oct 1990                                 | Noorwegen – Hongarije                       | 0–0                                         | EK-kwalificatie                             |                                             |
| 29                                          | 31 Oct 1990                                 | Noorwegen – Kameroen                        | 6–1                                         | Vriendschappelijk                           | Goal                                        |
| 30                                          | 07 Nov 1990                                 | Tunesië – Noorwegen                         | 1–3                                         | Vriendschappelijk                           |                                             |
| 31                                          | 14 Nov 1990                                 | Cyprus – Noorwegen                          | 0–3                                         | EK-kwalificatie                             | Goal                                        |
| 32                                          | 17 Apr 1991                                 | Oostenrijk – Noorwegen                      | 0–0                                         | Vriendschappelijk                           |                                             |
| 33                                          | 01 May 1991                                 | Noorwegen – Cyprus                          | 3–0                                         | EK-kwalificatie                             | Goal                                        |
| 34                                          | 22 May 1991                                 | Noorwegen – Roemenië                        | 1–0                                         | Vriendschappelijk                           |                                             |
| 35                                          | 05 Jun 1991                                 | Noorwegen – Italië                          | 2–1                                         | EK-kwalificatie                             |                                             |
| 36                                          | 08 Aug 1991                                 | Noorwegen – Zweden                          | 1–2                                         | Vriendschappelijk                           |                                             |
| 37                                          | 28 Aug 1991                                 | Noorwegen – Sovjet-Unie                     | 0–1                                         | EK-kwalificatie                             |                                             |
| 38                                          | 25 Sep 1991                                 | Noorwegen – Tsjecho-Slowakije               | 2–3                                         | Vriendschappelijk                           |                                             |
| 39                                          | 30 Oct 1991                                 | Hongarije – Noorwegen                       | 0–0                                         | EK-kwalificatie                             |                                             |
| 40                                          | 13 Nov 1991                                 | Italië – Noorwegen                          | 1–1                                         | EK-kwalificatie                             |                                             |
| 41                                          | 07 Jan 1992                                 | Egypte – Noorwegen                          | 0–0                                         | Vriendschappelijk                           |                                             |
| 42                                          | 29 Apr 1992                                 | Denemarken – Noorwegen                      | 1–0                                         | Vriendschappelijk                           |                                             |
| 43                                          | 13 May 1992                                 | Noorwegen – Faeröer                         | 2–0                                         | Vriendschappelijk                           | Goal                                        |
| 44                                          | 26 Aug 1992                                 | Noorwegen – Zweden                          | 2–2                                         | Vriendschappelijk                           |                                             |
| 45                                          | 09 Sep 1992                                 | Noorwegen – San Marino                      | 10–0                                        | WK-kwalificatie                             | Goal · Goal                                 |
| 46                                          | 23 Sep 1992                                 | Noorwegen – Nederland                       | 2–1                                         | WK-kwalificatie                             | Goal                                        |
| 47                                          | 07 Oct 1992                                 | San Marino – Noorwegen                      | 0–2                                         | WK-kwalificatie                             |                                             |
| 48                                          | 14 Oct 1992                                 | Engeland – Noorwegen                        | 1–1                                         | WK-kwalificatie                             |                                             |
| 49                                          | 02 Dec 1992                                 | China – Noorwegen                           | 2–1                                         | Vriendschappelijk                           |                                             |
| 50                                          | 10 Feb 1993                                 | Portugal – Noorwegen                        | 1–1                                         | Vriendschappelijk                           | Goal                                        |
| 51                                          | 02 Jun 1993                                 | Noorwegen – Engeland                        | 2–0                                         | WK-kwalificatie                             |                                             |
| 52                                          | 08 Sep 1993                                 | Noorwegen – Verenigde Staten                | 1–0                                         | Vriendschappelijk                           |                                             |
| 53                                          | 22 May 1994                                 | Engeland – Noorwegen                        | 0–0                                         | Vriendschappelijk                           |                                             |
| 54                                          | 01 Jun 1994                                 | Noorwegen – Denemarken                      | 2–1                                         | Vriendschappelijk                           |                                             |
| 55                                          | 28 Jun 1994                                 | Ierland – Noorwegen                         | 0–0                                         | WK-eindronde                                |                                             |

## Erelijst
Rosenborg BK
- Landskampioen

1985, 1988, 1990, 1992, 1993
- Beker van Noorwegen

1988, 1990, 1992